# Elżbieta Wirtemberska (arcyksiężna)
Elżbieta Wilhelmina Luiza Wirtemberska (ur. 21 kwietnia 1767 w Trzebiatowie, zm. 18 lutego 1790 w Wiedniu) – księżniczka wirtemberska, arcyksiężna austriacka.

## Życiorys
Córka Fryderyka Eugeniusza i Zofii Doroty. Siostra króla Fryderyka I i carycy Marii Fiodorowny.
Po krótkiej nauce religijnej w klasztorze salezjanów w Wiedniu, księżniczka przeszła z luteranizmu na katolicyzm i 6 stycznia 1788 roku wyszła za arcyksięcia Franciszka Habsburga (cesarza od 1792 roku), syna arcyksięcia Leopolda (cesarza w latach 1790–1792) i arcyksiężnej Marii Ludwiki Burbon.
Para miała jedną córkę – arcyksiężniczkę Luizę (Ludwikę) Marię (ur. 18 lutego 1790, zm. 24 kwietnia 1791). Elżbieta zmarła po urodzeniu córki.